# Скотобійня

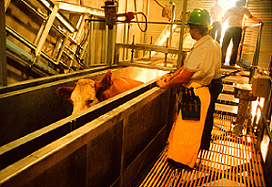
Працівники і корова на скотобійні.

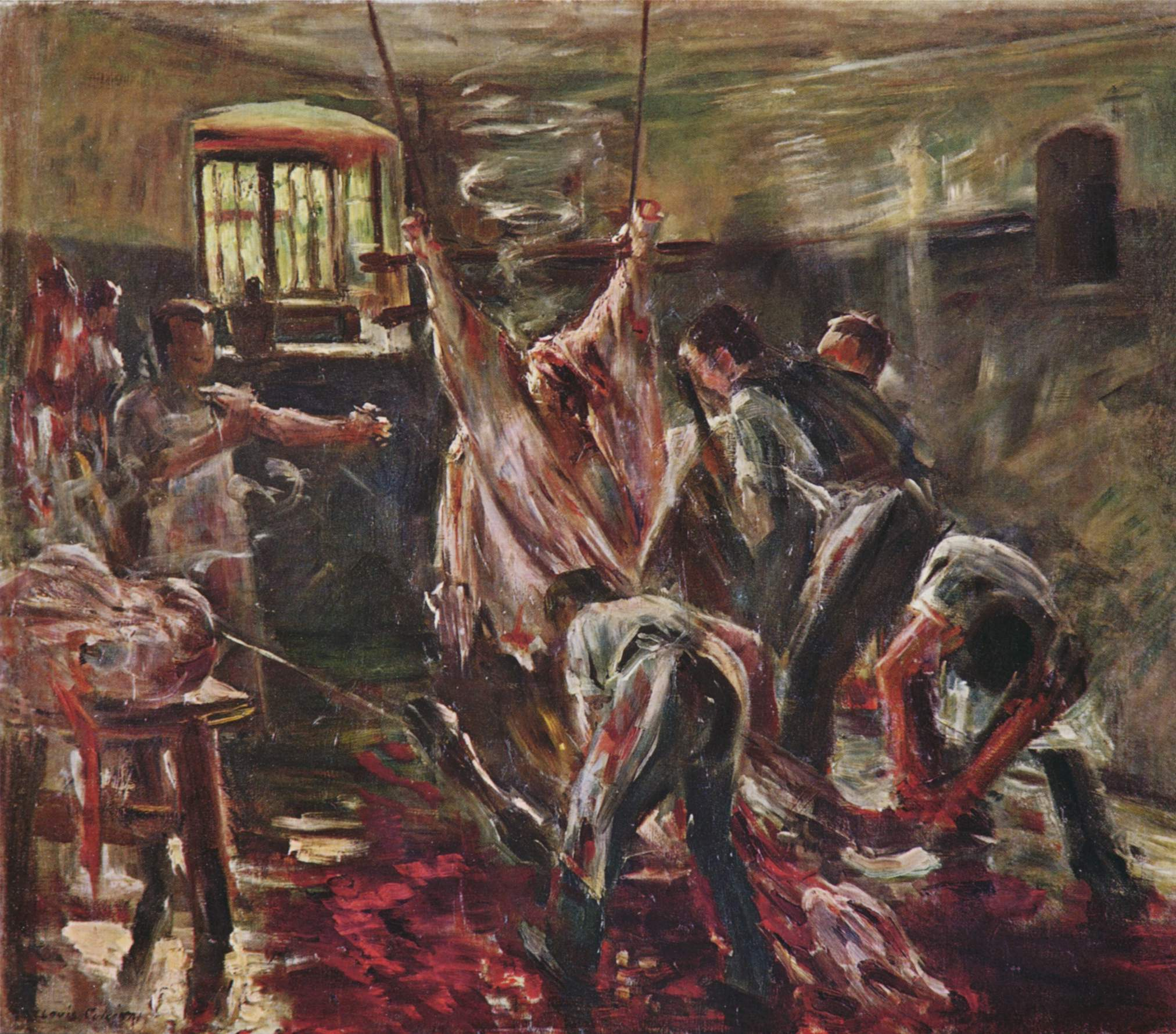
На скотобійні. Ловіс Корінт, 1893.

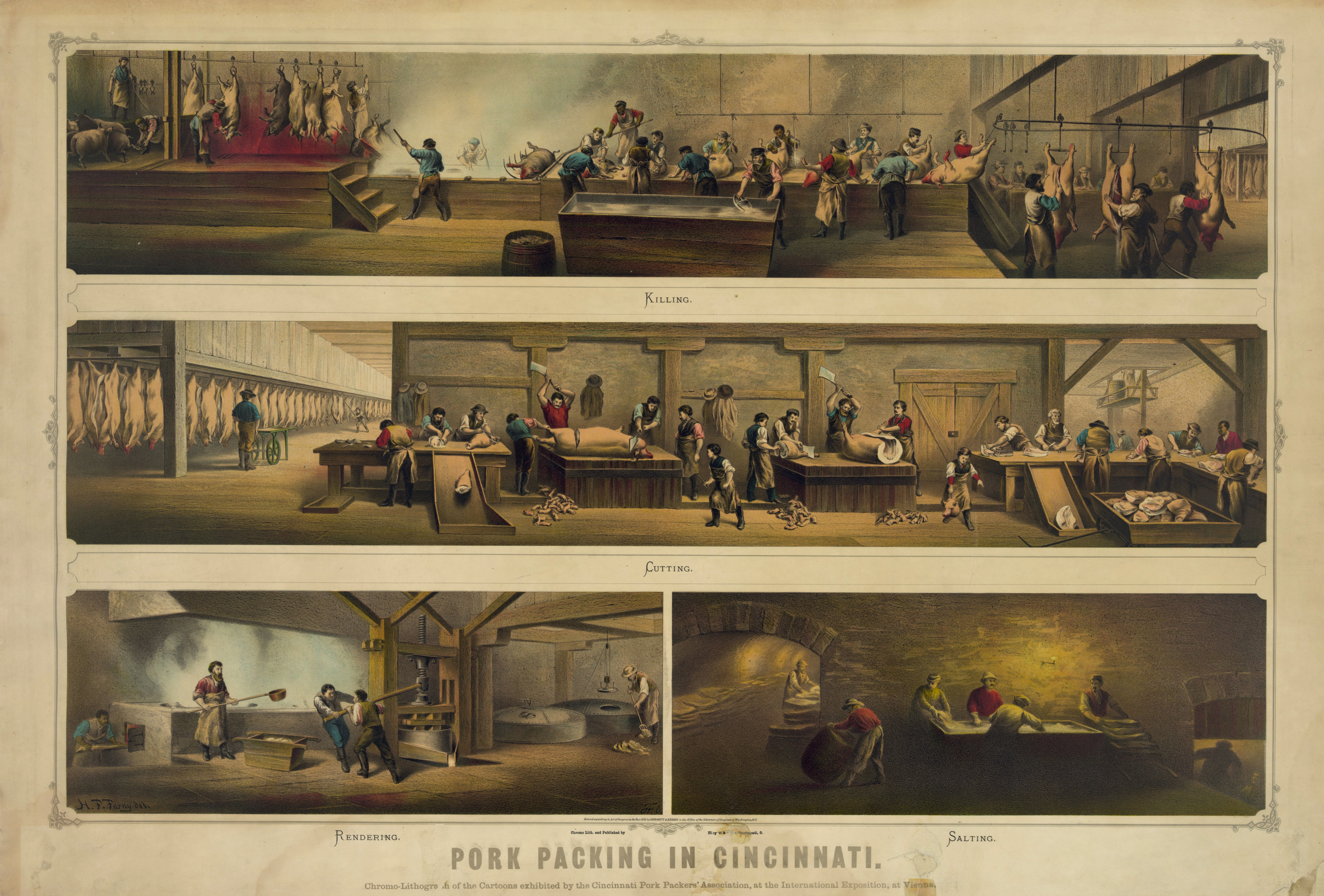
Фасування свинини в Цинциннаті, 1873.

Скотобі́йня — приміщення чи споруда, що служить для забою та первинної переробки тварин. У великих обсягах на спеціалізованих за видами тварин бійнях забивають велику рогату і дрібну рогату худобу, свиней, коней, а також кроликів, курей, індичок і качок.
Забій тварин в промислових масштабах вимагає вирішення транспортних, ветеринарно-санітарних, екологічних, а також морально-етичних проблем. Крім того, в деяких релігіях існують певні вимоги до процесу забою тварин («кошер» в юдаїзмі, «халяль» у ісламі).
Критику з боку суспільства викликають множинні порушення правил забою та передзабійного утримання тварин, так, наприклад, іноді ігнорується оглушення тварин, здійснюється транспортування їх на далекі відстані, яка веде до травм і загибелі тварин ще в дорозі тощо.

## Історія
Скотобійні виступають як початковий етап у розвитку м'ясної промисловості. Примітивні пункти забою існували до тих пір, поки обсяги вироблення м'яса в поселеннях не виходили за рамки їх власного споживання. Поступово, зі збільшенням обсягів виробництва, відбувалося ускладнення технологій забою та первинної переробки тварин, однак і в сучасних умовах забій худоби у багатьох країнах залишається слабо механізованим і вимагає застосування важкої ручної праці.
Забій тварин на вулицях в середньовічних містах викликав дуже істотну стурбованість з приводу здоров'я містян, моралі і естетики. Ця антипатія до бойні згадується, принаймні, ще в XVI столітті в «Утопії» Томаса Мора. В XIX — XX ст. скотобійні все частіше стали розташовувати подалі від суспільної уваги. Також, більш пильну увагу стало приділятися питанням ветеринарної та санітарної безпеки виробництва.

## Нормування
В Україні скотобійні регулюються зокрема наступними законами:
- Закон України «Про якість та безпеку харчових продуктів та продовольчої сировини»[1].

## Технологія

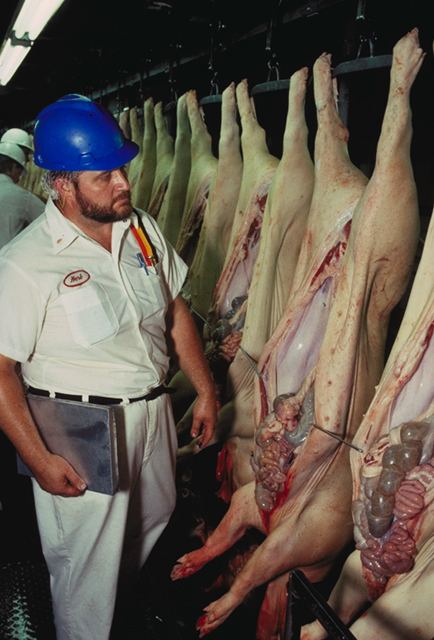
Ветеринарний огляд туш свиней співробітником МСГ США.

Процес забою залежить від виду тварин і може контролюватися як законодавством, так і релігійними нормами. Типова процедура забою та первинної переробки великої рогатої худоби така:
1. Тварини перевозяться залізничним або автомобільним транспортом з місць вирощування до пункту забою.
2. Тварини поміщюються у відділення передзабійного утримання.
3. Тварини піддаються передзабійному огляду ветеринарною службою.
4. Тварин миють під душем.
5. Оглушування перед забоєм роблять різними способами, зокрема, електрооглушенням (для ВРХ — 300 В, 2 А, 50 Гц, для свиней — 200–250 В, 2400 Гц), механічним (пневматичним пістолетом, молотом), або газовою сумішшю (CO2 або N2O з повітрям). Цей етап, проте, заборонений нормами халяль (Шаріат) і кашрут.
6. Знерухомлених тварин піднімають за задні ноги на підвісний шлях.
7. Порожнистим ножем перерізають артерії і вени в області шиї з метою знекровлення.
8. Виконується підрізання та знімання хутра за допомогою спеціальних пристроїв.
9. З туш витягуються внутрішні органи (нутрощі), вони проходять ветеринарний контроль.
10. Туші розпилюють на напівтуші вздовж хребта.
11. Напівтуші зачищаються сухим і мокрим способами від забруднень, проходять оцінку вгодованості і тавруються.

## Географія
Найбільша скотобійня в світі належить компанії Smithfield Foods і розташована у місті Тар Хіл (англ. Tar Heel) штату Північна Кароліна США. Вона здатна переробляти понад 32 000 голів свиней на добу.
Найбільша скотобійня в Азії розташована в Деонарі, передмісті Мумбаї, в Індії.